# دالاس شيرلي
دالاس شيرلي (7 يونيو 1913 بواشنطن العاصمة في الولايات المتحدة - 1 مارس 1994 في الولايات المتحدة) (بالإنجليزية: Dallas Shirley) هو لاعب كرة سلة أمريكي في مركز مدافع مسدد الهدف. لعب مع Georgetown Hoyas ‏.

## وصلات خارجية
- دالاس شيرلي على موقع أوليمبيديا (الإنجليزية)